# 植谷久三
植谷 久三（うえたに ひさみつ、1911年9月10日 - 2004年11月26日）は、日本の経営者。山一證券社長、会長を務めた。三重県出身。

## 経歴
1935年に東京帝国大学経済学部を卒業し、同年に山一證券に入社。
1954年に取締役に就任し、1958年に常務、1966年9月に専務を経て、1968年11月に副社長に就任し、1972年5月には社長に昇格。1980年12月に会長に就任し、1987年4月に取締役相談役に就任。
1977年10月に藍綬褒章を受章し、1984年11月に勲一等瑞宝章を受章。
2004年11月26日老衰のために死去。93歳没。